# Darko
Darko (in cirillico: Дарко) è un nome proprio di persona slavo maschile, in particolare sloveno, croato, serbo e macedone.

## Origine e diffusione
È basato sull'elemento slavo dar, che vuol dire "dono" (da cui anche Božidar); ha quindi significato affine ai nomi Jesse, Gift, Csaba, Doron e Shay.

## Onomastico
Il nome è adespota, ovvero non è portato da alcun santo. L'onomastico si può festeggiare il 1º novembre, giorno di Ognissanti.

## Persone
- Darko Bodul, calciatore croato

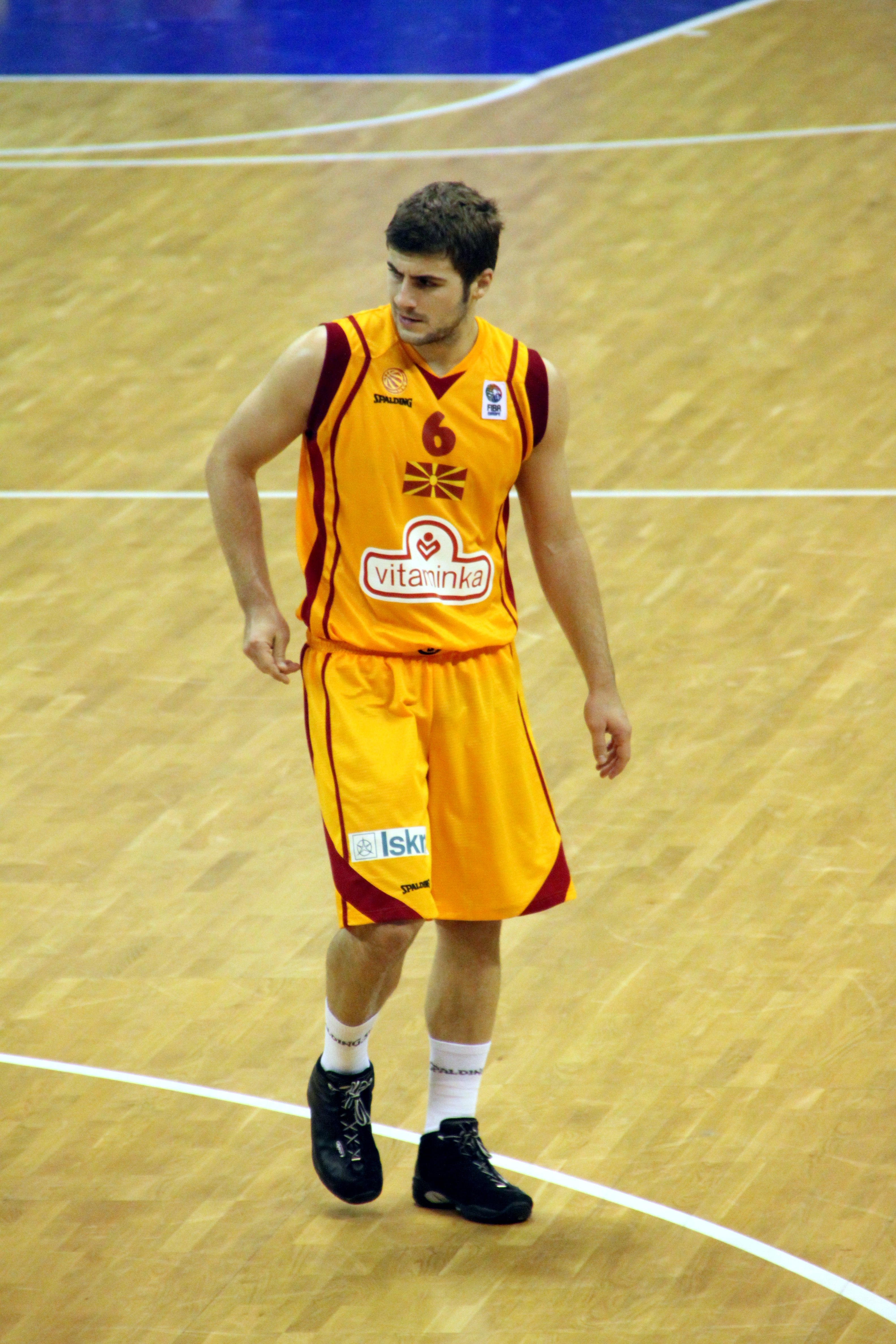
Darko Sokolov

- Darko Božović, calciatore montenegrino
- Darko Brašanac, calciatore serbo
- Darko Bratina, politico e sociologo italiano
- Darko Brguljan, pallanuotista montenegrino
- Darko Kovačević, calciatore e dirigente sportivo serbo
- Darko Lazović, calciatore serbo
- Darko Maletić, calciatore bosniaco
- Darko Milanič, calciatore sloveno
- Darko Miličić, cestista serbo
- Darko Mirt, cestista e allenatore di pallacanestro sloveno
- Darko Pančev, calciatore macedone
- Darko Sokolov, cestista macedone
- Darko Spalević, calciatore serbo
- Darko Velkoski, calciatore macedone
- Darko Zec, calciatore sloveno